# Baghmundi
Baghmundi és un altiplà amb muntanyes al districte de Purulia (abans districte de Manbhum) a l'estat de Bengala Occidental, a l'Índia. El seu punt culminant és el pic Gangabari o Gajboru (23° 12′ N, 86° 05′ E / 23.200°N,86.083°E) que a una trentena de km al sud-oest de Purulia.